# إقليمية (سياسة)
تصف الإقليمية مجموعة من الفلسفات السياسية التي تعطي الأولوية للإقليم المحلي على أي شيء آخر. تدعم الإقليمية بشكل عام الإنتاج والاستهلاك المحلي للبضائع، والسيطرة الإقليمية على الحكومة، وترويج التاريخ المحلي، والثقافة الإقليمية، والهوية الإقليمية. يمكن مقارنة النزعة الإقليمية مع الجهوية والحكومة المركزية، يمكن أيضًا أن توجد نفس الفلسفات معًا في الدولة المركزية.
يمكن أن تشير الإقليمية أيضًا إلى مقاربة منهجية لتنظيم حكومة وطنية للحفاظ على الحكم الذاتي المحلي بدلًا من اتباع النمط المعتاد المتمثل في أن تصبح الحكومة والسلطة السياسية مركزية بمرور الوقت.
هناك صلات مهمة بين الإقليمية والديمقراطية التداولية على المستوى المفاهيمي. يتعلق هذا بشكل رئيسي بالهدف الديمقراطي المتمثل في إشراك المواطنين في القرارات المؤثرة عليهم. وهو ما سيشجع على مشاركة ديمقراطية وسياسية أقوى، وسيوسع نطاق التواصل في المجال العام.

## التاريخ
يؤكد الإقليميون أنه على مدار تاريخ العالم جرى توسيع نطاق معظم المؤسسات الاجتماعية والاقتصادية على المستوى المحلي، مقارنةً بالمؤسسات الإقليمية أو الأقاليمية أو العالمية (بشكل أساسي بين أواخر القرن التاسع عشر وأوائل القرن العشرين).  ومع الإمبريالية والثورة الصناعية فقط أصبحت المقاييس الإقليمية أقل مركزية. يعتبر معظم مؤيدي النزعة الإقليمية أنفسهم مدافعين عن جوانب هذه الطريقة القديمة للحياة؛ وغالبًا ما تستخدم عبارة إعادة التوطين (relocalization) بهذا المعنى.
اعتمدت النزعة الإقليمية في القرن العشرين بشدة على كتابات ليوبولد كوهر، وإيف شوماخر، وويندل بيري، وكيركباتريك سلا، وكثيرين غيرهم. تعتمد الإقليمية بشكل أعم على مجموعة واسعة من الحركات والمخاوف وتقترح أنه من خلال إعادة توطين العلاقات الديمقراطية والاقتصادية على المستوى المحلي، ستصبح المشاكل الاجتماعية والاقتصادية والبيئية أكثر قابلية للتحديد وسيجري حلها بسهولة أكبر. تشمل الإقليمية: اللاسلطوية، والمنطقة الأحيائية، وحماية البيئة، والسياسة الخضراء، ومخاوف أخرى محددة بشأن الغذاء والسياسة النقدية والتعليم. بالإضافة إلى أن الأحزاب السياسية من كافة الآراء تفضل أحيانًا نقل السلطة إلى السلطات الإقليمية. في هذا السياق، تحدث آلان ميلبورن النائب عن حزب العمال عن جعل الخدمات أكثر قابلية للمساءلة محليًا، وإعطاء المزيد من السلطة للمجتمعات المحلية، وإقامة علاقة عصرية بين الدولة والمواطنين والخدمات من خلال هذه العملية.
مثال على حركة إقليمية واضحة هي الحركة التي بُدأت من قبل أليس واترز في الولايات المتحدة ابتداءً من سبعينيات القرن العشرين لشراء المنتجات المصنوعة محليًا. نشأت هذه الحركة تزامنًا مع الزراعة العضوية، ومن المحتمل أن تكون قد اكتسبت زخمًا بسبب عدم الرضا المتزايد عن الشهادة العضوية، والنموذج الاقتصادي الفاشل للزراعة الصناعية لصغار المزارعين. برغم أن دعاة الاستهلاك المحلي يعتمدون على الحجج المؤيدة لحماية الإنتاج الوطني، ألا إنهم قدموا في المقام الأول حجة بيئية، ألا وهي أن التلوث الناجم عن نقل البضائع كان بمثابة عنصر خارجي رئيسي في الاقتصاد العالمي، وهو ما يمكن أن يتضاءل إلى حد كبير عند تطبيق الإقليمية. ويمكن معالجة القضايا البيئية بكفاءة أكبر إذا احتُفظ بسلطة اتخاذ القرار من قبل المتضررين من القضايا مباشرة بدلًا من السلطات التي لا تفهم احتياجات المجتمعات المحلية.

## الفلسفة السياسية
ترتبط الإقليمية كفلسفة بمبدأ التبعية.
وجد الإقليميون أنفسهم مرارًا وتكرارًا في أوائل القرن الحادي والعشرين في جانب منتقدي العولمة. تنتشر أشكال مختلفة من الإقليمية داخل الحركة الخضراء. وفقًا لمقال نشر في «الاشتراكية الدولية»: تسعى الإقليمية من هذا النوع إلى الاستجابة للمشاكل التي أحدثتها العولمة، وتزامن هذا مع دعوات لتقليل التجارة الدولية إلى الحد الأدنى، والسعي لإنشاء اقتصادات معتمدة على الاكتفاء الذاتي المحلي فقط.
يعتقد بعض الإقليميين أنه ينبغي تنظيم المجتمع سياسيًا على أسس مجتمعية، فيكون لكل مجتمع الحرية في إدارة أعماله الخاصة بأي طريقة يراها أفراده مناسبة. يُعرَّف حجم المجتمعات ليكون أفرادها مألوفين ومعتمدين على بعضهم البعض، وهو تقريبًا حجم بلدة أو قرية صغيرة.
يزعم إدوارد جولدسميث المحرر السابق لمجلة عالِم البيئة (The Ecologist) في إشارة إلى الإقليمية أنه لا يمكن حل المشاكل التي تواجه العالم اليوم إلا من خلال استعادة عمل تلك النظم الطبيعية التي كانت تلبي احتياجاتنا من قبل، أي من خلال الاستغلال الكامل للموارد التي لا تضاهى وهي الأفراد والأسر والمجتمعات والنظم الإيكولوجية، والتي تشكل مجتمعة المحيط الحيوي أو العالم الحقيقي.
صرح أونيل المتحدث باسم مجلس النواب في الكونغرس الأمريكي لفترة طويلة من قبل أن كل السياسات إقليمية. وفي النهاية كتب كتابًا بعنوان: «كل السياسة إقليمية: والقواعد الأخرى للعبة».

### الإقليمية والشعبوية
افترض وين يونغ أن الإقليمية هي مدرسة فرعية من الشعبوية الأوروبية الأمريكية، وأن إيديولوجيتها هي وفقًا له مزيج من الخطاب القومي المتطرف، المناهض لليسار، والساحق للمهاجرين. طرح يونغ مثالًا تكون فيه الإقليمية قيمة ثقافية أو مدنية بدلًا من أن تكون قيمة داعمة للتفاهم العرقي في سياسات الهوية بهونغ كونغ. وبالتالي تحتوي الإقليمية على عناصر من الشعبوية وهي شكل سياسي للعنصرية.
جادلت جين ويلز بأن عددًا متزايدًا من السياسيين الشعبويين يؤيدون الإقليمية كإطار للسياسة العامة. إذ عرفت الشعوبية كشكل من أشكال السياسة التي تنطوي على أفراد يسجلون بأصالة تجاربهم واحتياجاتهم. أي أن سياسات الحزب الشعبوي ستتناقض على الأرجح مع الأحزاب التي تدعم النخب. واستخدمت مصطلح «معاداة السياسة» لوصف السياسيين الإقليميين لأنهم يقفون ضد التيار السياسي السائد. واستخدمت حزب استقلال المملكة المتحدة (يوكيب) كمثال لحزب يتبنى الإقليمية في سياساته. يتعرض السياسيون الرائجون من أحزاب العمال، والمحافظين، والليبراليين الديمقراطيين للتهديد بسبب صعود حزب استقلال المملكة المتحدة.

## الإقليمية ودول العالم الثالث
يهتم العديد من الإقليميين بمشاكل تطور دول العالم الثالث. يؤيد الكثيرون ضرورة أن تهدف دول العالم الثالث إلى الاعتماد على سلعها وخدماتها الخاصة للهروب مما يعتبرونه علاقات تجارية غير عادلة مع الدول المتقدمة. يدعي جورج مونبيوت أن هذه الفكرة لا تدرك حقيقة أنه حتى لو حصلت دول العالم الثالث في أغلب الأحيان على صفقة جيدة فيما يخص العلاقات التجارية، فإن رفض التجارة بالكامل سيكون بمثابة ضربة كبيرة للدول المتقدمة، فهي في حاجة إلى العائدات الاقتصادية القادمة من التجارة.
أيضًا يعارض بعض الإقليميين الهجرة من الدول الفقيرة إلى الدول الغنية. إذ يدّعون أن واحدة من المشاكل الناتجة عن هذه الهجرة هي استنزاف الموارد الفكرية للبلدان الفقيرة، وهو ما يسمى هجرة الأدمغة. فمثلًا تشير التقديرات إلى أن بلغاريا في العقد الماضي فقدت أكثر من خمسين ألفًا من العلماء المؤهلين والعمال المهرة من خلال الهجرة كل عام. حوالي خمسهم كانوا متخصصين حاصلين على تعليم عالي في الكيمياء والبيولوجيا والطب والفيزياء.

## العلاقات الدولية
يعارض بعض الإقليميين التدخل السياسي وتدابير حفظ السلام. إذ يؤمنون أنه يجب على المجتمعات إيجاد حلول لمشاكلها الخاصة في التوقيت المناسب لها، وبأي طريقة يقررونها. وهم يعتقدون أن جميع المجتمعات قادرة على تحقيق سلام طويل الأجل بمجرد إتاحة الفرصة للقيام بذلك.

## النشاط المحلي
عادة ما تصف الإقليمية التدابير الاجتماعية أو النزعات التي تؤكد أو تقدر الظواهر المحلية والصغيرة. وهذا على عكس الأطر الكبيرة الشاملة للأفعال أو المعتقدات. وبالتالي يمكن أن تتناقض النزعة الإقليمية مع العولمة، وفي بعض الحالات يكون للناشطين الإقليميين اتفاق مع المعارضة للعولمة التي تقودها الشركات. يمكن أن تكون الإقليمية جغرافية، ولكن هناك أيضًا روابط عابرة للحدود. غالبًا ما تُنظّم الحركات الإقليمية لدعم الشركات المحلية المستقلة والمنظمات غير الربحية. على الرغم من أن محور هذا الجانب من النشاط المحلي يدور غالبًا حول حملات شراء المنتجات المحلية، ودعم الزراعة والغذاء المحلي، والبنوك المحلية، فإن بعض المنظمات والشركات تجمع أيضًا بين هدف زيادة الملكية المحلية وأهداف الاستدامة البيئية والعدالة الاجتماعية.